# Licy-Clignon
Licy-Clignon é uma comuna francesa na região administrativa de Altos da França, no departamento de Aisne. Estende-se por uma área de 4,09 km². Em 2010 a comuna tinha 76 habitantes (densidade: 18,6 hab./km²).